# MACV-SOG

MACV-SOG (англ. Military Assistance Command, Vietnam — Studies and Observations Group, букв. «Командование по оказанию военной помощи Вьетнаму — группа исследований и наблюдений») — сверхсекретное подразделение спецназа США, созданное для ведения спецопераций и действовавшее во время Вьетнамской войны в различных странах: Вьетнаме (северном и южном), Лаосе, Камбодже, Бирме, в приграничных областях Китая.
Подразделение действовало с 1964 по 1972 год, совершив 2,6 тысяч трансграничных операций. На 1966 год в MACV-SOG проходили военную службу более 2 тысяч американцев и 8 тысяч вьетнамцев. Сотрудники MACV-SOG получили 6 Медалей Почёта.

## История
Подразделение было сформировано 24 января 1964 года как часть Military Assistance Command, Vietnam (MACV) генералом Полом Харкинсом. Изначально называлось «Special Operations Group», затем было переименовано в «Studies and Observations Group (SOG)». Несмотря на то, что MACV сохраняло командование над SOG, окончательное утверждение заданий производил Белый дом или Государственный департамент.
MACV-SOG вело стратегическую разведывательную деятельность в Республике Вьетнам, Демократической Республике Вьетнам, Лаосе и Камбодже, занимаясь поиском сбитых американских лётчиков, тренировкой агентов среди повстанцев, разведкой, атаками в тылу врага, пропагандой и психологической войной. Подразделение приняло участие почти во всех крупных кампаниях Вьетнамской войны, в том числе в инциденте в Тонкинском заливе, который ускорил вступление Соединённых Штатов в войну, в операциях Steel Tiger, Tiger Hound, Commando Hunt и Lam Sơn 719, а также вело свою деятельность во время Тетского наступления, боевых действий в Камбодже и Пасхального наступления.
Подразделение было официально расформировано 30 апреля 1972 года, после чего его место заняла Strategic Technical Directorate Assistance Team 158.

## Структура
С американской стороны в подразделении в основном служил специально обученный персонал из Сил специального назначения армии США (US Army Special Forces), а также некоторое количество военнослужащих спецназа ВМС (Navy SEAL), ВВС США, ЦРУ и команд FORECON из Корпуса морской пехоты США.
Значительное количество вьетнамских солдат, служивших в MACV-SOG, были отобраны из Special Commando Unit.
Разведгруппы, забрасываемые на вертолётах или на катерах на территорию других государств, обычно состояли из 6 или 12 человек, из которых лишь 3 были американцами, а остальные — коренными жителями Южного Вьетнама.
C ноября 1967 года MACV-SOG делился на три наземных подразделения «Command & Control Detachment» (ранее «forward operating bases»): South, Central и North, а также на подразделения морской и авиационной разведки.